# Васьково (Починковский район)
Васьково — деревня в Починковском районе Смоленской области России.
Расположена в центральной части области в 17 км к югу от Починка, у автодороги А141 Орёл — Витебск. Железнодорожная станция «Васьково» на ветке Рига—Орёл. Население — 437 жителей (2013 год). Административный центр Васьковского сельского поселения.

## Экономика
Средняя школа, детский сад, дом культуры; животноводческий комплекс.

## Транспорт
В населённом пункте расположена одноимённая железнодорожная платформа линии Рославль — Колодня, открытая в 1868 году.